# Parafia Ducha Świętego w Casuarina
Parafia Ducha Świętego w Casuarina – parafia rzymskokatolicka, należąca do diecezji Darwin.
Parafia w Casuarina została erygowana w 1974 roku, a jej terytorium z parafii w Nightcliff.